# François Borel (Ingenieur)
François Borel (* 17. Mai 1842 in Couvet; † 17. Januar 1924 in Cortaillod) war ein Schweizer Ingenieur.

## Leben
Der Sohn eines Werkzeugmachers für Uhrmacher besuchte das Gymnasium Neuenburg und studierte Bauingenieur am Eidgenössischen Polytechnikum in Zürich. Nachdem er 1863 das Diplom erworben hatte, arbeitete er ein Jahr in Schaffhausen am Moserdamm und wurde dann Lehrer an der Ecole industrielle in La Chaux-de-Fonds.
Seinem Heimatkanton diente er auch im Wasserbau als Experte. Infolge seiner nebenberuflichen wasserbaulichen Arbeiten an der Areuse warb ihn ein Fabrikant aus Saint-Aubin-Sauges, der asphaltierte Papierrohre für Trinkwasserleitungen herstellte, an. Dabei erkannte Borel die elektrisch isolierende Wirkung des Asphalts und stellte Kabel her, deren Kupferseele mit asphaltiertem Papierband und asphaltierten Schnüren umhüllt waren. Da diese undicht wurden, versagten sie jedoch nach einer Weile.
1876, wieder im Schuldienst, testete er ein Kabel aus einem gegossenen Bleirohr mit drei in Harz eingebetteten Bleileitern. 1879 baute eine Genfer Firma ihm eine Bleipresse nach seinen Entwürfen. Aber auch die Versuche mit einer Kolophonium-Isolation waren erfolglos.
Die Lösung ergab sich mit Umwickeln der Kupferseele mit bitumierten Textilfasern oder Papier, Trocknung und Imprägnierung und als wesentliche Neuerung Umpressen des Kabels mit dem Bleimantel. Er testete auch andere mineralische Isolationsmaterialien.
1878 ging er eine Partnerschaft mit dem Industriellen Edouard Berthoux ein, der eine Fabrik in Cortaillod hatte. Im gleichen Jahr patentierten sie ein Telegrafen-Kabel. Er baute Kabel für Niederspannung, für Telegrafie und Telefonie, 1890 erstmals in Köln auch für Hochspannung. Zur Pariser Elektrizitätsausstellung von 1881 wurden an den Pariser Champs-Elysées die ersten 3-Kilovolt-Kabel für jablotschkowsche Kerzen verlegt.
1882 begann er mit der Produktion von Kondensatoren für Simultan-Telegrafie und -Telefonie.
Als 1887 im Konglomerat Vevey-Montreux eine Wechselstrom-Energieversorgung aufgebaut wurde, ersuchten ihn die Ersteller um einen Wechselstromzähler. 1888 konnte er einen auf dem Drehfeldprinzip beruhenden Zähler liefern und im gleichen Jahr konnte die elektrische Trambahn Transports publics Vevey–Montreux–Chillon–Villeneuve in Betrieb gehen. Das Zählergeschäft musste er jedoch nach wenigen Jahren aufgeben.
1897 gründete er die Zweigniederlassungen Société Française des Câbles Electriques, systèmes Berthoud, Borel et Compagnie in Lyon und Süddeutsche Kabelwerke in Mannheim, die von zwei Neffen geleitet wurden. Zum Ende des Jahrhunderts kaufte er sich einen Delahaye. Um 1900 bekam er Gesundheitsprobleme. Er trat vier Jahre später von der Geschäftsleitung zurück.